# Yair Furstenberg

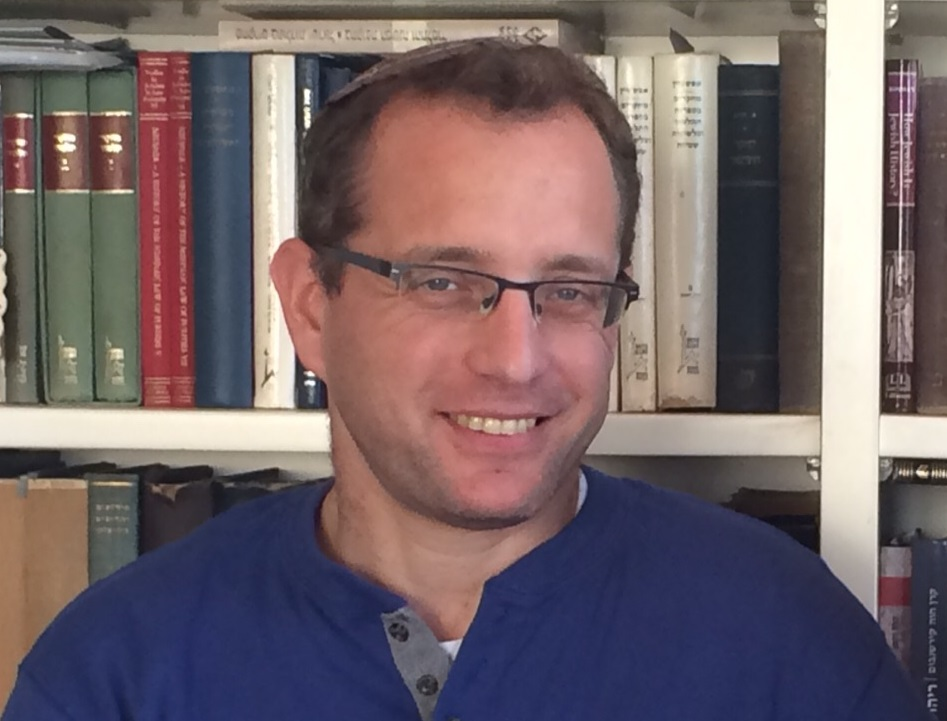
Yair Furstenberg

Yair Furstenberg (hebräisch פורסטנברג יאיר, * 18. August 1975 in Jerusalem) ist ein israelischer Theologe und Professor für Talmud an der Hebräischen Universität Jerusalem.

## Leben und Karriere
Furstenberg studierte Talmud und Klassische Philologie an der Hebräischen Universität, gefolgt von einem Master in Talmud. Seine Magisterarbeit schrieb er über die Praxis des Händewaschens. 2010 promovierte er über das Thema Purity and Community in Antiquity: Traditions of the Law from Second Temple Judaism to the Mishnah, für die Furstenberg den Ish-Shalom-Preis 2018 erhielt. Danach arbeitete er am Department of Religion in Princeton und am Scholion Interdisciplinary Research Center der Hebräischen Universität. Furstenberg wurde wissenschaftlicher Mitarbeiter an der Fakultät für Jüdische Geschichte an der Ben-Gurion-Universität im Negev. 2017 kehrte er an die Talmudabteilung der Hebräischen Universität zurück.

## Forschungsschwerpunkte
Furstenbergs Forschungsinteressen richten sich auf die rabbinische Literatur, Quellen des Zweiten Tempels, des frühen Christentums und der griechisch-römischen Literatur, lokales Recht in den römischen Provinzen und die Mischna.

## Veröffentlichungen (Auswahl)
- Purity and Community in Antiquity: Traditions of the Law from Second Temple Judaism to the Mishnah, Magnes Press, 2016.
- Purity and Identity in Ancient Judaism: From Temple to Mishnah, University of Indiana Press 2023.
- Jewish Martyrdom in Antiquity: From the Books of Maccabees to the Babylonian Talmud, CRINT, Brill 2023.